# Chichevo
Chichevo ou Šiševo (en macédonien Шишево, en albanais Shisheva) est un village situé à Saraï, une des dix municipalités spéciales qui constituent la ville de Skopje, capitale de la Macédoine du Nord. Le village comptait 3376 habitants en 2002. Il se trouve sur la rive est de la Treska, à 13 kilomètres de Skopje. Il est majoritairement albanais.
Chichevo est réputé pour ses maisons à l'architecture traditionnelle, sa mosquée et ses églises médiévales. Il se trouve à proximité du lac Matka.

## Démographie
Lors du recensement de 2002, le village comptait :
- Albanais : 2 776
- Macédoniens : 583
- Turcs : 1
- Roms : 1
- Serbes : 3
- Bosniaques : 3
- Autres : 9

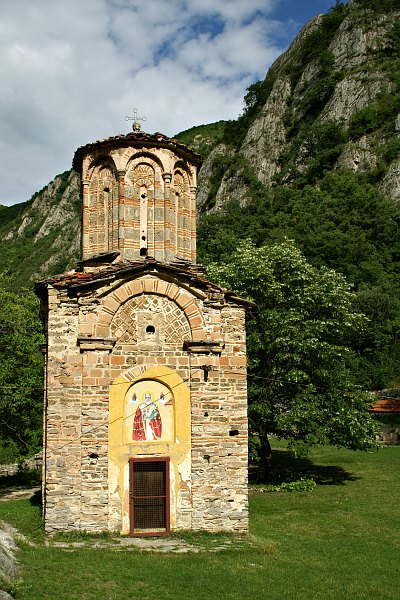
L'église Saint-Nicolas
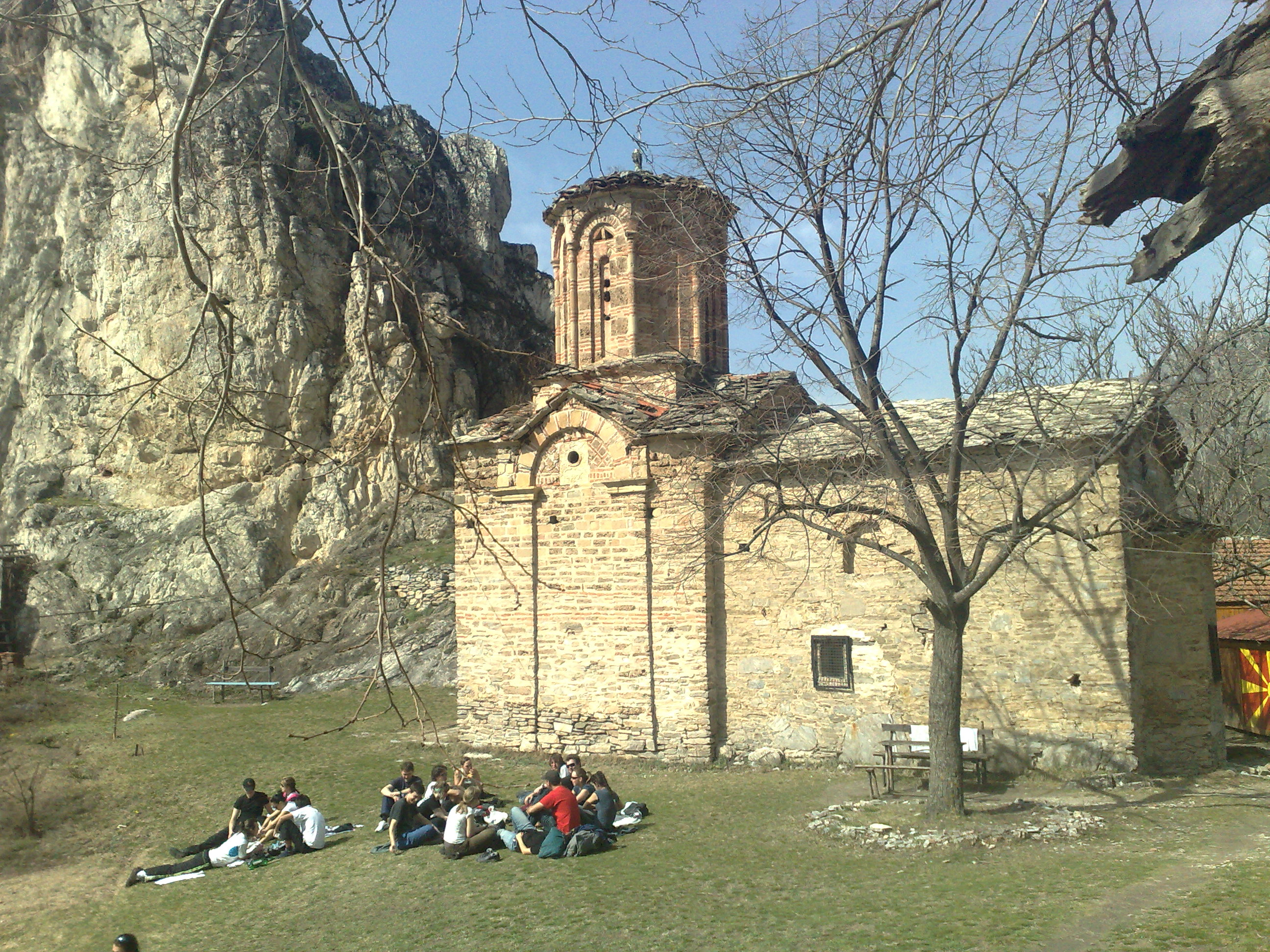
L'église Saint-Nicolas
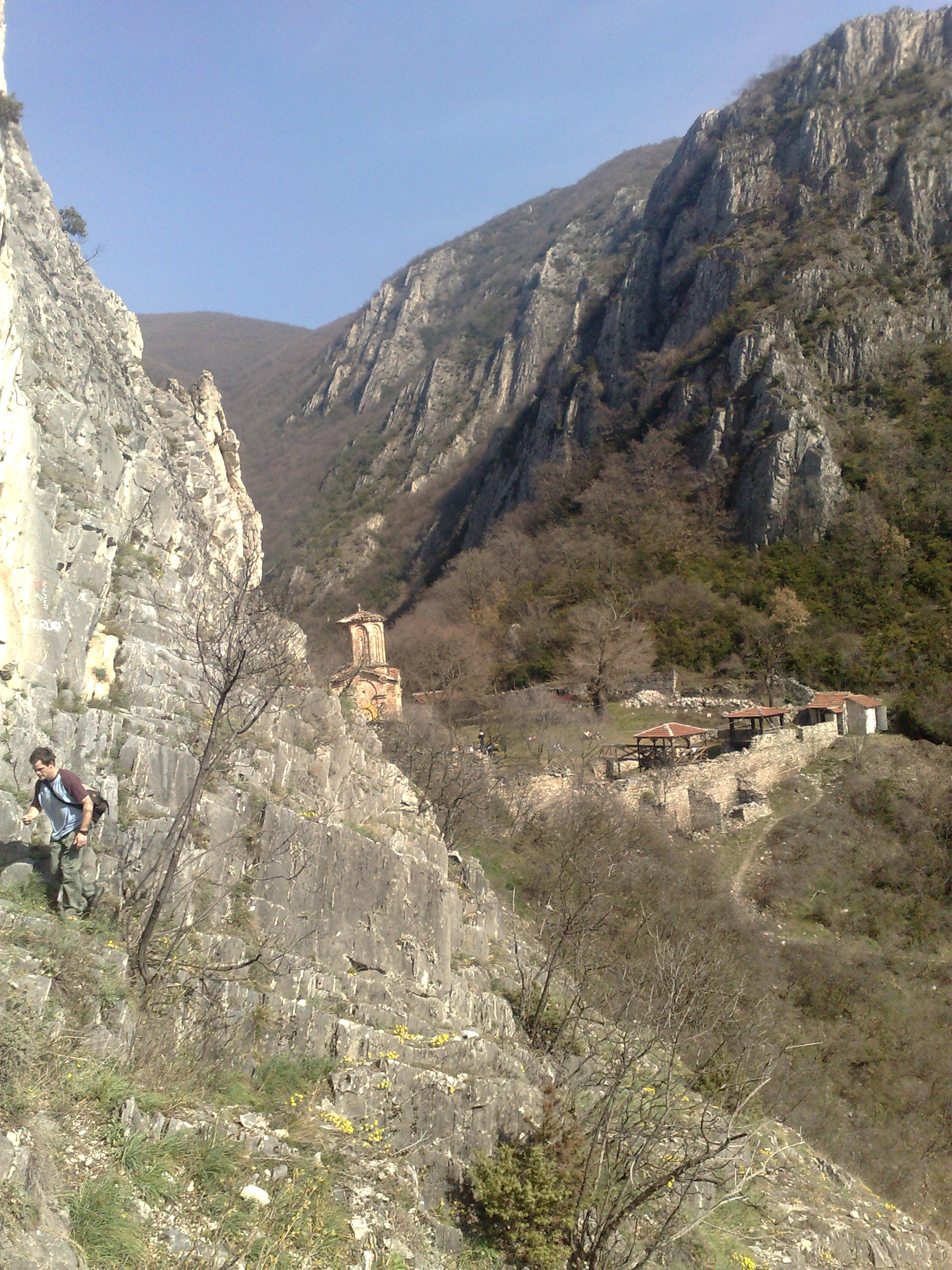
Environs du village